# Thilo Rötger
Thilo Rötger (* 24. Juni 1929 in Ludwigshafen; † 1. Dezember 2021 in Bonn) war ein deutscher Botschafter.

## Leben
Rötger studierte Rechtswissenschaft in Heidelberg, legte beide juristische Staatsexamina ab und wurde im Jahr 1953 mit einer Dissertation zu dem Thema „Streik und Aussperrung nach deutschem Verfassungsrecht“ zum Dr. jur. promoviert. 1950 war er einer der Mitgründer des Corps Vandalo-Guestphalia Heidelberg.
Im Jahr 1955 trat Rötger in das Auswärtige Amt ein und war nach diversen Stationen, die ihn u. a. zu Vollversammlungen der Vereinten Nationen brachten, der Botschafter in Nikosia, der Hauptstadt der Republik Zypern, und zuletzt bis zu seiner Pensionierung Generalkonsul in Istanbul. Nach seinem Abschied war er mit dem Thema Türkei weiterhin eng verbunden und wurde 2012 zum Ehrenmitglied der Deutsch-Türkischen Gesellschaft ernannt, deren langjähriges Vorstandsmitglied er war.
Thilo Rötger heiratete am 27. Juli 1957 in Weeze Titia Gräfin zu Eulenburg (* 16. Oktober 1928 in Berlin), sie war die Tochter des Schriftstellers Graf Karl zu Eulenburg und desser zweiter Ehefrau Geertruida Verwey (1901–1988). Gemeinsam mit seiner Frau Titia war Thilo Rötger an der Stiftung zur Erforschung der türkisch-arabischen Beziehungen beteiligt.
Thilo Rötger war seit 1984 Ehrenritter des Johanniterordens und direkt in der Balley organisiert.